# Fundación Joan Tabique
La Fundación Joan Tabique va ser un col·lectiu artístic creat l'any 1990 i dedicat a les arts plàstiques, la música i la literatura. El grup original el varen formar la Lola (Nuria) Estrany, el Leo Mariño i l'Adela de Bara. Posteriorment se'ls hi va afegir la Ruth Turner. A la darrera formació en formaven part l'Adela de Bara, la Macarena González de Vega, el Leo Mariño i el Xavier Mas. Joan Tabique és un artista de ficció el nom del qual probablement parodia Antoni Tàpies. Editaven la publicació "Fíjate", de curta tirada i produïda manualment. El col·lectiu va deixar de funcionar com a tal l'any 1997, però l'any 2003 va celebrar els 10 anys de la desaparició de la publicació. Més endavant van constituir la base de l'actual Almazén, situat al Raval.

## Joan Tabique
El col·lectiu Fundación Joan Tabique es va crear el mateix any que la Fundació Antoni Tàpies obria les seves portes, el 1990, i el seu nom podria ser una paròdia d'aquesta. Però els membres del col·lectiu van anar aportant diferents dades biogràfiques sobre Joan Tabique que hauria estat un artista viatger vinculat a les Avantguardes artístiques, nascut a Oix l'any 1881 i mort a Muralto el 1940. Tabique hauria viatjat només amb un llàpis, uns papers, uns mitjons i una sèrie de baguls singulars; canviant de lloc idees i records per compartir-los amb els grans pintors avantguardistes o amb la portera de casa seva.

## Fíjate
Fíjate va ser la publicació de la Fundación Joan Tabique entre 1990 y 1993. Se n'editaven entre 100 i 130 exemplars que es produïen manualment, el que permetia fer variacions pàgina a pàgina entre els diferents exemplars de manera que fossin tots diferent. El seu format era de 7x10cm i es distribuïa principalment entre la gent que hi contribuïa.
L'any 2003, passats 10 anys de la desaparició de la publicació el col·lectiu Bípedos y Dígitos va organitzar-ne la celebració amb el projecte FíjateX on es van convocar antics col·laboradors a treballar al voltant de la "X". Com a resultat de les contribucions es va produir una caixa, de la qual es van fer 100 exemplars, amb 3 "fíjates X", 18 objectes i un mini CD-ROM que contenia vídeos, sons i infografies.
Hi ha exemplars de "Fíjate" als arxius del Museu Reina Sofía, del MACBA,el MNAC, la Fundació Joan Miró o el MOMA.

## Exposicions
1995 28 de setembre - 19 de novembre Oix-Reus-París-Londres. Així passejo jo... Joan Tabique dins el cicle Pandemònium comissariat per Mònica Regàs Espai 13, Fundació Joan Miró, Barcelona.